# Evolução mineral

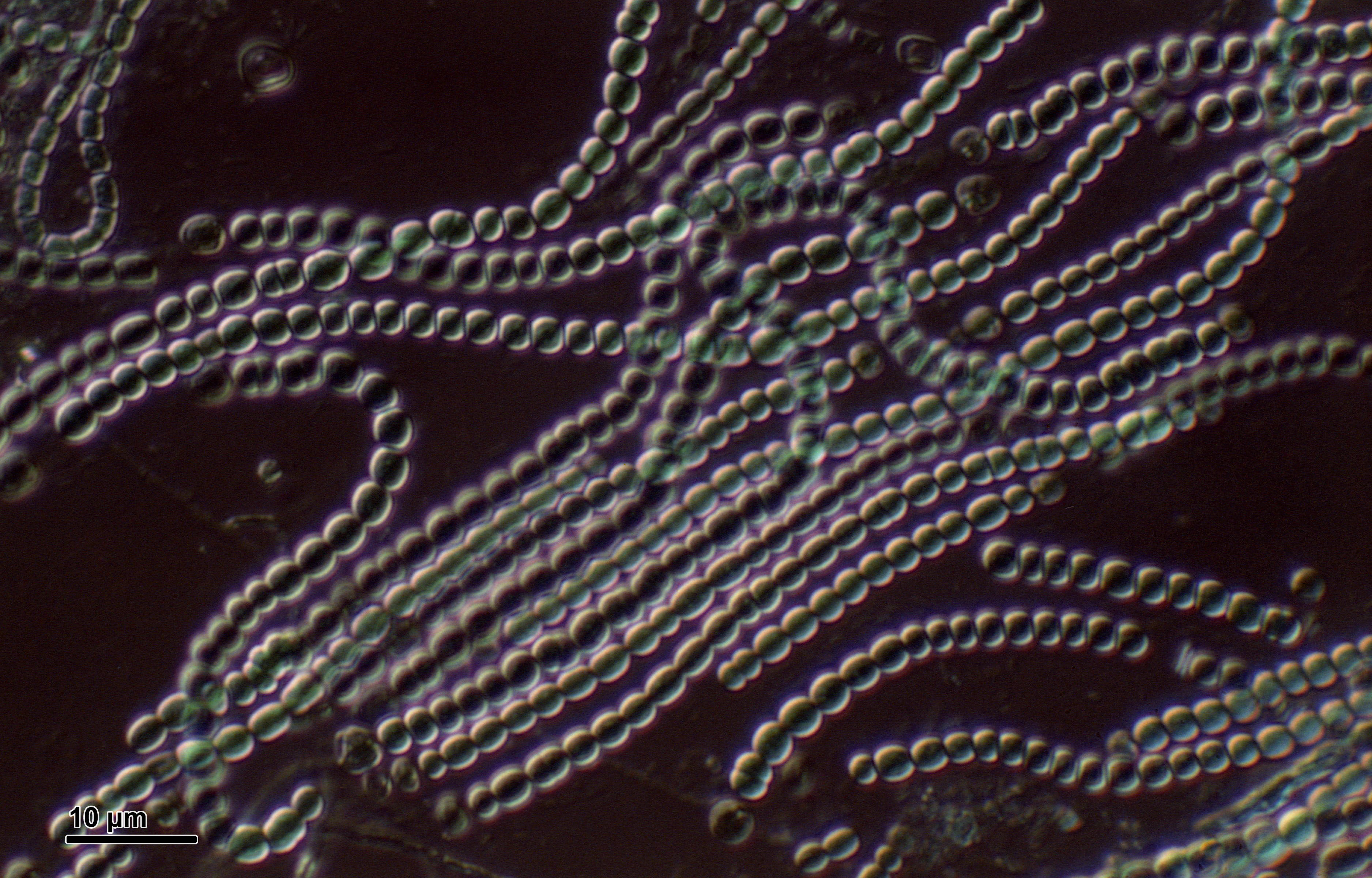
A maioria dos minerais na Terra se formou após o início da fotossíntese pelas cianobactérias (na imagem), o que começou a adicionar oxigênio à atmosfera.

A evolução mineral é uma hipótese recente que oferece um contexto histórico à mineralogia. Ela postula que a mineralogia em planetas e luas se torna cada vez mais complexa devido a mudanças no ambiente físico, químico e biológico. No Sistema Solar, o número de espécies minerais cresceu de cerca de uma dúzia para mais de 5.400, resultado de três processos principais: separação e concentração de elementos; intervalos maiores de temperatura e pressão combinados com a ação de voláteis; e novas vias químicas proporcionadas por organismos vivos.
Na Terra, a evolução mineral é dividida em três eras. O nascimento do Sol e a formação de asteroides e planetas aumentaram o número de minerais para cerca de 250. O retrabalho repetido da crosta e do manto por meio de processos como fusão parcial e tectônica de placas aumentou o total para cerca de 1500. Os minerais restantes, mais de dois terços do total, surgiram de mudanças químicas mediadas por organismos vivos, com o maior aumento ocorrendo após o Grande Evento de Oxigenação.

## Uso do termo "evolução"
O termo "evolução mineral" foi introduzido em um artigo de 2008 de Robert Hazen [en] e coautores que reconheceram que o uso da palavra "evolução" para minerais poderia ser controverso, embora houvesse precedentes desde 1928 no livro The Evolution of the Igneous Rocks, de Norman Bowen. Eles usaram o termo no sentido de uma sequência irreversível de eventos que leva a associações minerais cada vez mais complexas e diversificadas. Diferentemente da evolução biológica, não envolve mutação, competição ou transmissão de informações aos descendentes. Hazen et al. exploraram algumas analogias, incluindo a ideia de extinção. Alguns processos de formação mineral não ocorrem mais, como aqueles que produziram certos minerais em condritos enstatíticos, instáveis na Terra em seu estado oxidado. Além disso, o efeito estufa descontrolado em Vênus pode ter levado à perda permanente de espécies minerais. No entanto, a extinção mineral não é verdadeiramente irreversível; um mineral perdido poderia surgir novamente se condições ambientais adequadas fossem restabelecidas.

## Minerais pré-solares

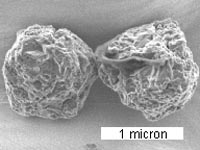
Grãos pré-solares ("poeira estelar") do meteorito Murchison fornecem informações sobre os primeiros minerais.

No início do Universo, não havia minerais, pois os únicos elementos disponíveis eram hidrogênio, hélio e traços de lítio. A formação de minerais tornou-se possível depois que elementos mais pesados, como carbono, oxigênio, silício e nitrogênio, foram sintetizados nas estrelas. Nas atmosferas em expansão de gigantes vermelhas e nas ejeções de supernovas, minerais microscópicos se formaram a temperaturas acima de 1.500 °C.
Evidências desses minerais podem ser encontradas em grãos interestelares incorporados em meteoritos primitivos chamados condritos, que são essencialmente rochas sedimentares cósmicas. O número de espécies conhecidas é de cerca de uma dúzia, embora vários outros materiais tenham sido identificados, mas não classificados como minerais. Devido à sua alta temperatura de cristalização (cerca de 4.400 °C), o diamante provavelmente foi o primeiro mineral a se formar. Seguiram-se grafite, óxidos (rutilo, coríndon, espinela, hibonita [en]), carbonetos (moissanita), nitretos (osbornita e nitreto de silício) e silicatos (forsterita e perovskita de silicato (MgSiO3)). Esses minerais semearam as nuvens moleculares que formaram o Sistema Solar.

## Processos
Após a formação do Sistema Solar, a evolução mineral foi impulsionada por três mecanismos principais: separação e concentração de elementos; maiores intervalos de temperatura e pressão combinados com a ação química de voláteis; e novas vias de reação impulsionadas por organismos vivos.

### Separação e concentração

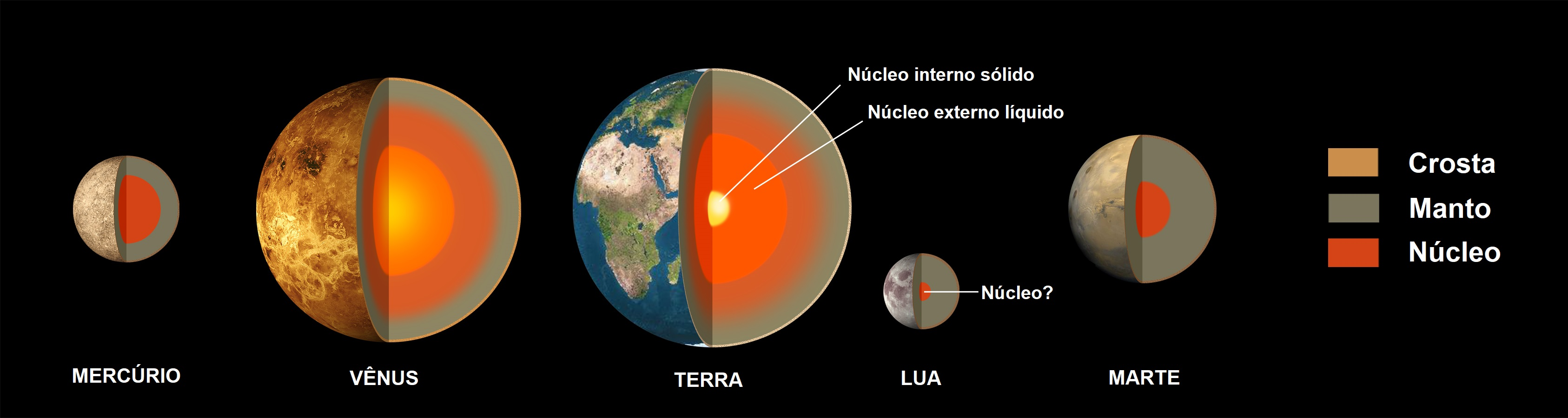
Vistas em corte de alguns planetas telúricos, mostrando as camadas

O nível mais alto na classificação de minerais é baseado na composição química. Contudo, os elementos definidores de muitos grupos minerais, como boro em boratos e fósforo em fosfatos, inicialmente estavam presentes em concentrações de partes por milhão ou menos. Isso dificultava sua reunião para formar minerais até que influências externas os concentrassem. Processos que separam e concentram elementos incluem diferenciação planetária (como a separação em camadas, como núcleo e manto), desgaseificação, cristalização fracionada e derretimento parcial [en].

### Variáveis intensivas e voláteis

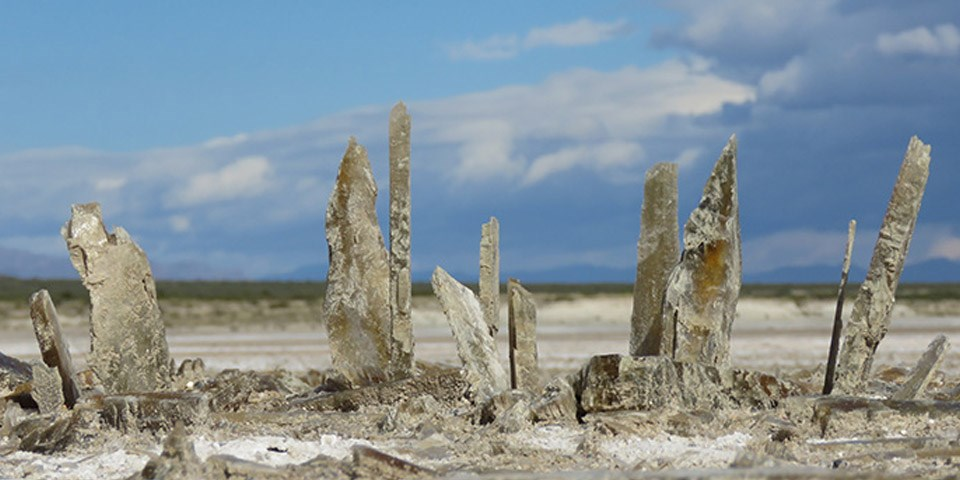
Cristais de gipsita formados com a evaporação da água no Lago Lucero, Novo México, EUA.

As combinações permitidas de elementos em minerais são determinadas pela termodinâmica; para um elemento ser adicionado a um cristal em um local específico, ele deve reduzir a energia. Em temperaturas mais altas, muitos elementos são intercambiáveis em minerais tal como a olivina. À medida que um planeta esfria, os minerais ficam expostos a uma maior gama de variáveis intensivas, como temperatura e pressão, permitindo a formação de novas fases e combinações mais especializadas de elementos, como argilominerais e zeólitos. Novos minerais surgem quando compostos voláteis, como água, dióxido de carbono e oxigênio (O2), reagem com eles. Ambientes como calotas de gelo, lagos secos e rochas metamórficas exumadas possuem conjuntos distintos de minerais.

### Influência biológica
A vida causou mudanças dramáticas no ambiente. A mais significativa foi o Grande Evento de Oxigenação, há cerca de 2,4 bilhões de anos, no qual organismos fotossintetizantes inundaram a atmosfera com oxigênio. Organismos vivos também catalisam reações, criando minerais como aragonita, que não estão em equilíbrio com o ambiente.

## Cronologia
Antes da formação do Sistema Solar, havia cerca de 12 minerais. A estimativa do número atual de minerais tem mudado rapidamente. Em 2008, era 4.300, mas, em novembro de 2018, havia 5.413 espécies minerais oficialmente reconhecidas.
Na cronologia para a Terra, Hazen e colaboradores separaram as mudanças na abundância mineral em três grandes intervalos: acreção planetária até 4,55 Ga (bilhões de anos atrás); retrabalhamento da crosta e manto entre 4,55 Ga e 2,5 Ga; e influências biológicas após 2,5 Ga. Eles dividiram ainda as eras em 10 intervalos, alguns dos quais se sobrepõem. Além disso, algumas datas são incertas; por exemplo, estimativas do início da tectônica de placas moderna variam de 4,5 Ga a 1,0 Ga.
| Era/estágio                                                   | Era/estágio                              | Idade (Ga)    | Número acumulado de espécies |
| ------------------------------------------------------------- | ---------------------------------------- | ------------- | ---------------------------- |
| "Ur-minerais" pré-nebulares                                   | —                                        | >4,6          | 12                           |
| Era da acreção planetária (>4,55 Ga)                          | 1. O Sol se acende, aquecendo a nebulosa | >4,56         | 60                           |
| Era da acreção planetária (>4,55 Ga)                          | 2. Formação de planetesimais             | >4,56–4,55    | 250                          |
| Era do retrabalhamento da crosta e manto (4,55–2,5 Ga)        | 3. Evolução de rochas ígneas             | 4,55–4,0      | 350–420                      |
| Era do retrabalhamento da crosta e manto (4,55–2,5 Ga)        | 4. Formação de granitóides e pegmatitos  | 4,0–3,5       | 1000                         |
| Era do retrabalhamento da crosta e manto (4,55–2,5 Ga)        | 5. Tectônica de placas                   | >3,0          | 1500                         |
| Era da mineralogia mediada biologicamente (2,5 Ga – presente) | 6. Mundo biológico anóxico               | 3,9–2,5       | 1500                         |
| Era da mineralogia mediada biologicamente (2,5 Ga – presente) | 7. Grande Evento de Oxigenação           | 2,5–1,9       | >4000                        |
| Era da mineralogia mediada biologicamente (2,5 Ga – presente) | 8. Oceano intermediário                  | 1,85–0,85:181 | >4000                        |
| Era da mineralogia mediada biologicamente (2,5 Ga – presente) | 9. Eventos da Terra Bola de Neve         | 0,85–0,542    | >4000                        |
| Era da mineralogia mediada biologicamente (2,5 Ga – presente) | 10. Era Fanerozoica de biomineralização  | <0,542        | >5413                        |

### Acreção planetária

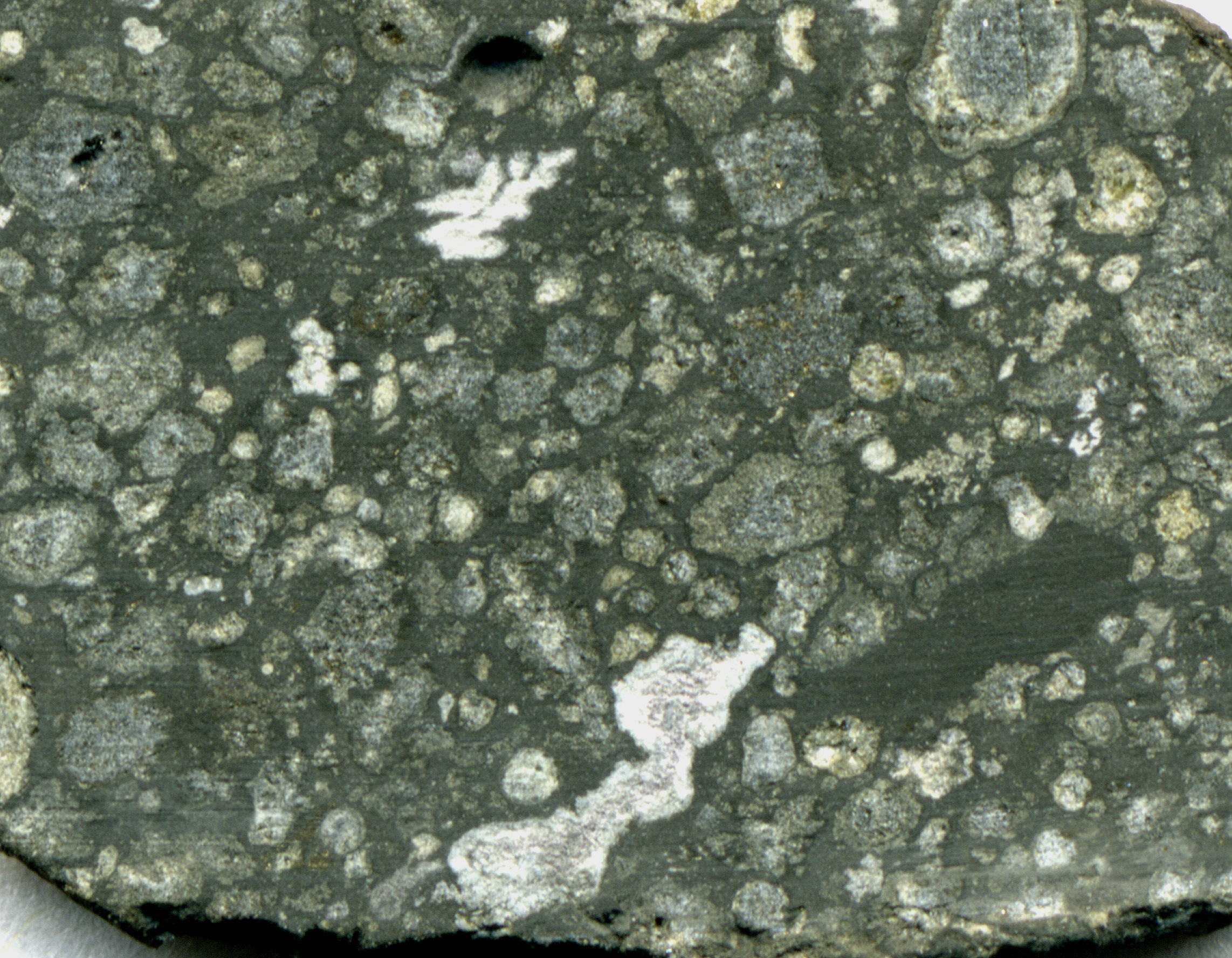
Seção transversal de um condrito contendo côndrulos redondos de olivina e inclusões brancas irregulares ricas em cálcio-alumínio

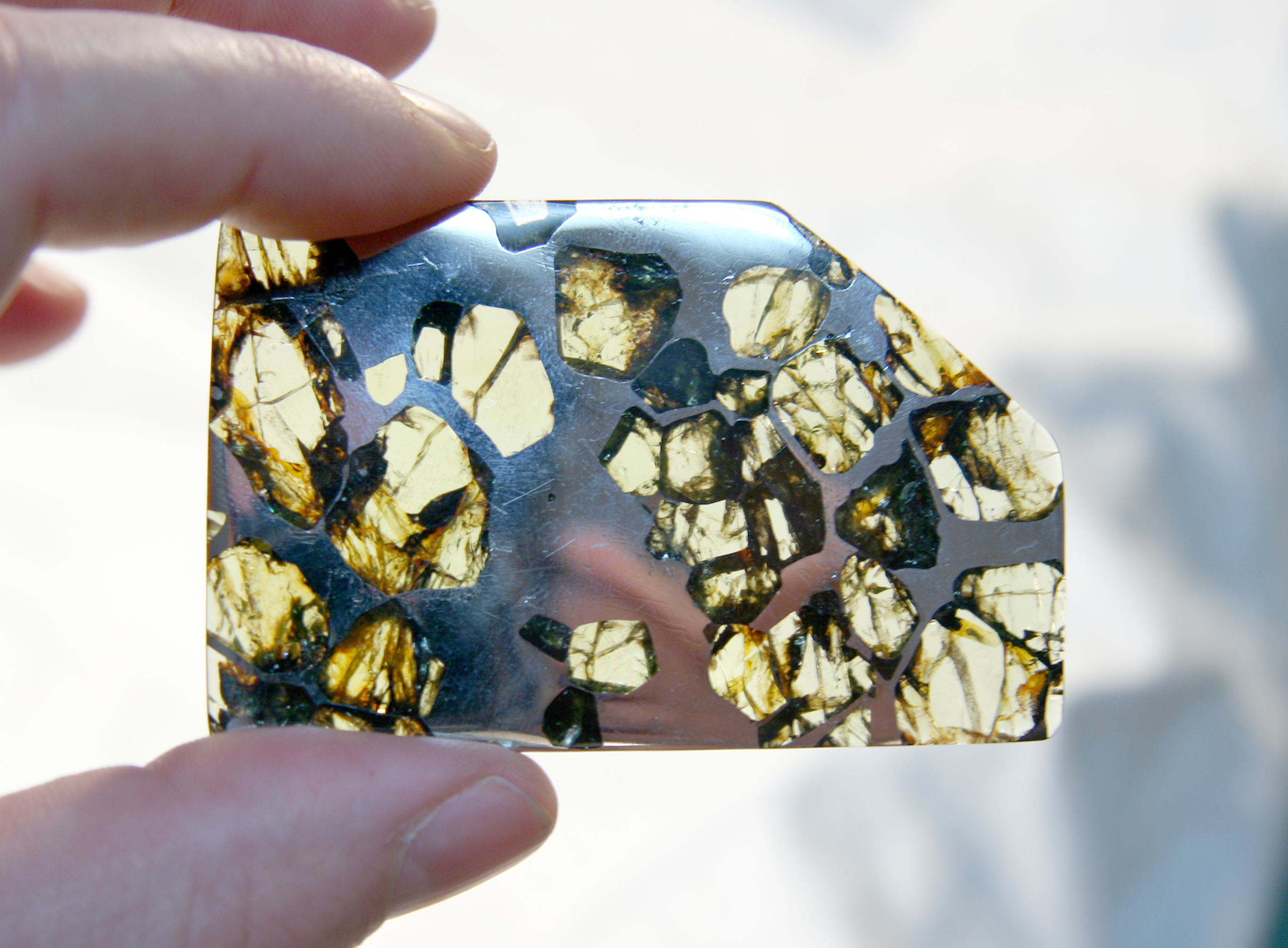
Amostra de um en com cristais de olivina em uma matriz de ferro-níquel

Na primeira era, o Sol se acendeu, aquecendo a nuvem molecular circundante. Foram produzidos 60 novos minerais, preservados como inclusões em condritos. A acreção de poeira em asteroides e planetas, bombardeios, aquecimento e reações com água elevaram o número para 250.

#### Estágio 1: O Sol se acende
Antes de 4,56 Ga, a nebulosa protossolar era uma nuvem molecular densa composta por gás de hidrogênio e hélio com grãos de poeira dispersos. Quando o Sol se acendeu e entrou na fase T-Tauri, derreteu os grãos de poeira próximos. Algumas gotículas de fusão foram incorporadas aos condritos como pequenos objetos esféricos chamados côndrulos. Quase todos os condritos também contêm inclusões ricas em cálcio e alumínio, os materiais mais antigos formados no Sistema Solar. A partir da análise de condritos dessa era, 60 novos minerais puderam ser identificados, com estruturas cristalinas de todos os sistemas cristalinos. Isso incluiu as primeiras ligas de ferro-níquel [en], sulfetos, fosfetos e vários silicatos e óxidos. Entre os mais importantes estavam a olivina rica em magnésio, piroxênio rico em magnésio e plagioclásio. Alguns minerais raros, formados em ambientes pobres em oxigênio, não mais encontrados na Terra, estão presentes em condritos enstatíticos.

#### Estágio 2: Formação de planetesimais
Logo após a formação dos novos minerais no estágio 1, eles começaram a se aglomerar, formando asteroides e planetas. Um dos novos minerais mais importantes foi o gelo; o Sistema Solar primitivo tinha uma "linha de neve" separando planetas rochosos e asteroides de planetas gigantes ricos em gelo, objetos transnetunianos e cometas. O aquecimento a partir de radionuclídeos derreteu o gelo, e a água reagiu com rochas ricas em olivina, formando filossilicatos, óxidos como magnetita, sulfetos como pirrotite, carbonatos como dolomita e calcita, e sulfatos como gipsita. Choques e calor de bombardeios e eventual derretimento produziram minerais como ringwoodita, um componente importante do manto terrestre.
Eventualmente, os asteroides aqueceram o suficiente para que ocorresse fusão parcial, produzindo fundidos ricos em piroxênio e plagioclásio (capazes de produzir basalto) e uma variedade de fosfatos. Elementos siderófilos (que preferem metais) e litófilos (que preferem silicatos) se separaram, levando à formação de núcleo e crosta, e elementos incompatíveis foram segregados nos fundidos. Os minerais resultantes foram preservados em um tipo de meteorito rochoso, eucrito (quartzo, feldspato potássico, titanita e zirconita), e em meteoritos de ferro-níquel (ligas de ferro-níquel como camacite e tenite; sulfetos de metais de transição como troilite; carbonetos e fosfetos). Estima-se que 250 novos minerais se formaram neste estágio.

### Retrabalhamento da crosta e manto

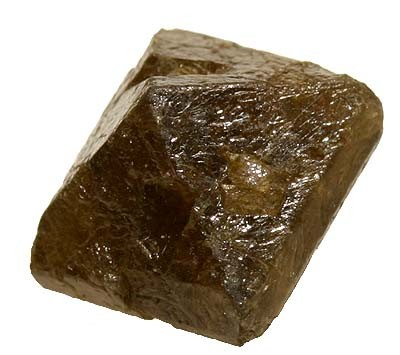
Cristal de zirconita

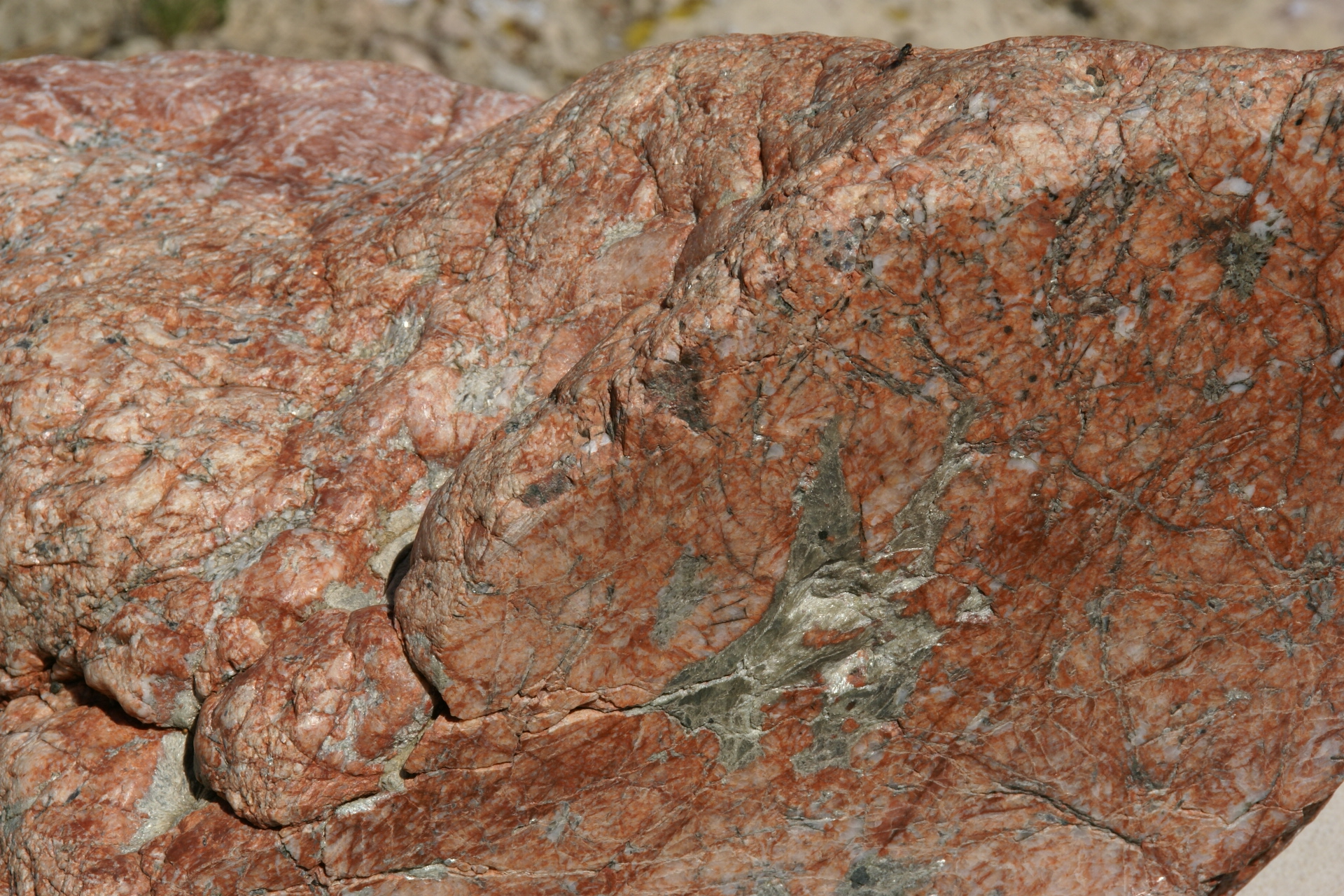
Amostra de pegmatita do Grand Canyon

A segunda era na história da evolução mineral começou com o impacto massivo que formou a Lua. Isso derreteu a maior parte da crosta e do manto. A mineralogia inicial foi determinada pela cristalização de rochas ígneas e bombardeios adicionais. Essa fase foi então substituída por uma reciclagem extensiva da crosta e do manto, de modo que, ao final desta era, havia cerca de 1.500 espécies minerais. No entanto, poucas rochas sobreviveram a esse período, de modo que o momento de muitos eventos permanece incerto.

#### Estágio 3: Processos ígneos
O estágio 3 começou com uma crosta composta por rochas máficas (ricas em ferro e magnésio) e ultramáficas, como o basalto. Essas rochas foram repetidamente recicladas por fusão fracionada, cristalização fracionada e separação de magmas que não se misturam. Um exemplo desse processo é a série de reações de Bowen.
Uma das poucas fontes de informação direta sobre a mineralogia neste estágio são inclusões minerais em cristais de zirconita, que datam de até 4,4 Ga. Entre os minerais nas inclusões estão quartzo, muscovita, biotita, feldspato potássico, albita, clorita e horneblenda.
Em corpos pobres em voláteis, como Mercúrio e a Lua, os processos acima dão origem a cerca de 350 espécies minerais. A presença de água e outros voláteis aumenta o total. A Terra era rica em voláteis, com uma atmosfera composta por N2, CO2 e água, e um oceano que se tornou progressivamente mais salino. Vulcanismo, desgaseificação e hidratação mineral deram origem a hidróxidos, hidratos, carbonatos e evaporitos. Para a Terra, onde este estágio coincide com o éon Hadeano, estima-se que o número de minerais amplamente distribuídos seja 420, com mais de 100 minerais raros. Marte provavelmente alcançou este estágio de evolução mineral.

#### Estágio 4: Formação de granitóides e pegmatitos
Com calor suficiente, o basalto foi refundido para formar granitóides, rochas de grão grosso semelhantes ao granito. Ciclos de fusão concentraram elementos raros, como lítio, berílio, boro, nióbio, tântalo e urânio, a ponto de formarem 500 novos minerais. Muitos desses estão concentrados em rochas de grão excepcionalmente grosso chamadas pegmatitas, que são tipicamente encontradas em diques e veios próximos a massas ígneas maiores. Vênus pode ter atingido esse nível de evolução.

#### Estágio 5: Tectônica de placas
Com o início da tectônica de placas, a subducção levou crosta e água para baixo, resultando em interações fluido-rocha e maior concentração de elementos raros. Em particular, depósitos de sulfetos foram formados com 150 novos sulfossais. A subducção também levou rochas mais frias ao manto e as expôs a pressões mais altas, resultando em novas fases que foram posteriormente elevadas e expostas como minerais metamórficos, como cianita e silimanita.

### Mineralogia mediada biologicamente

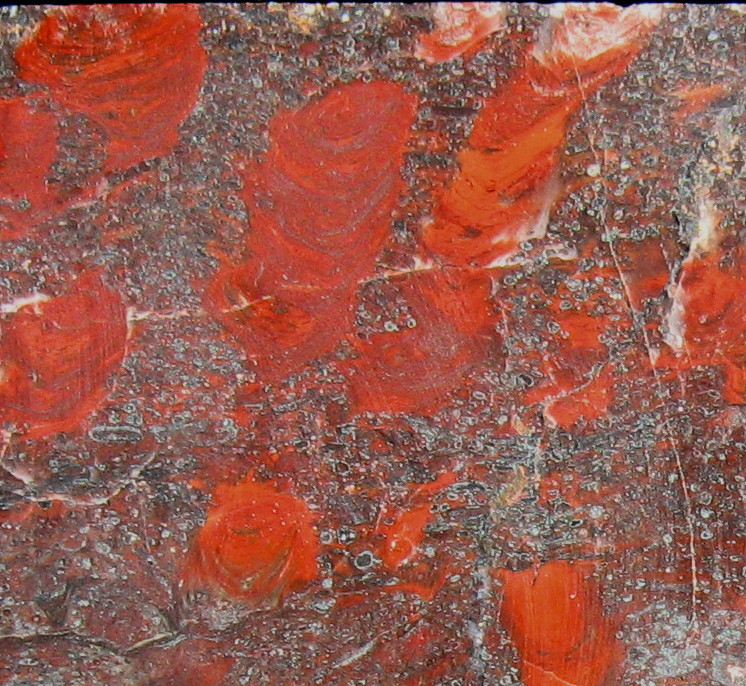
Fóssil de estromatólito em seção de uma formação ferrífera bandada de 2,1 Ga

Os processos inorgânicos descritos na seção anterior produziram cerca de 1.500 espécies minerais. Os mais de dois terços restantes dos minerais da Terra são resultado da transformação do planeta por organismos vivos. A maior contribuição veio do enorme aumento no teor de oxigênio da atmosfera, começando com o Grande Evento de Oxigenação. Organismos vivos também começaram a produzir esqueletos e outras formas de biomineralização. Minerais como calcita, óxidos metálicos e muitos argilominerais podem ser considerados bioassinaturas, junto com gemas como turquesa, azurita e malaquita.(p177)

#### Estágio 6: Biologia em um mundo anóxico

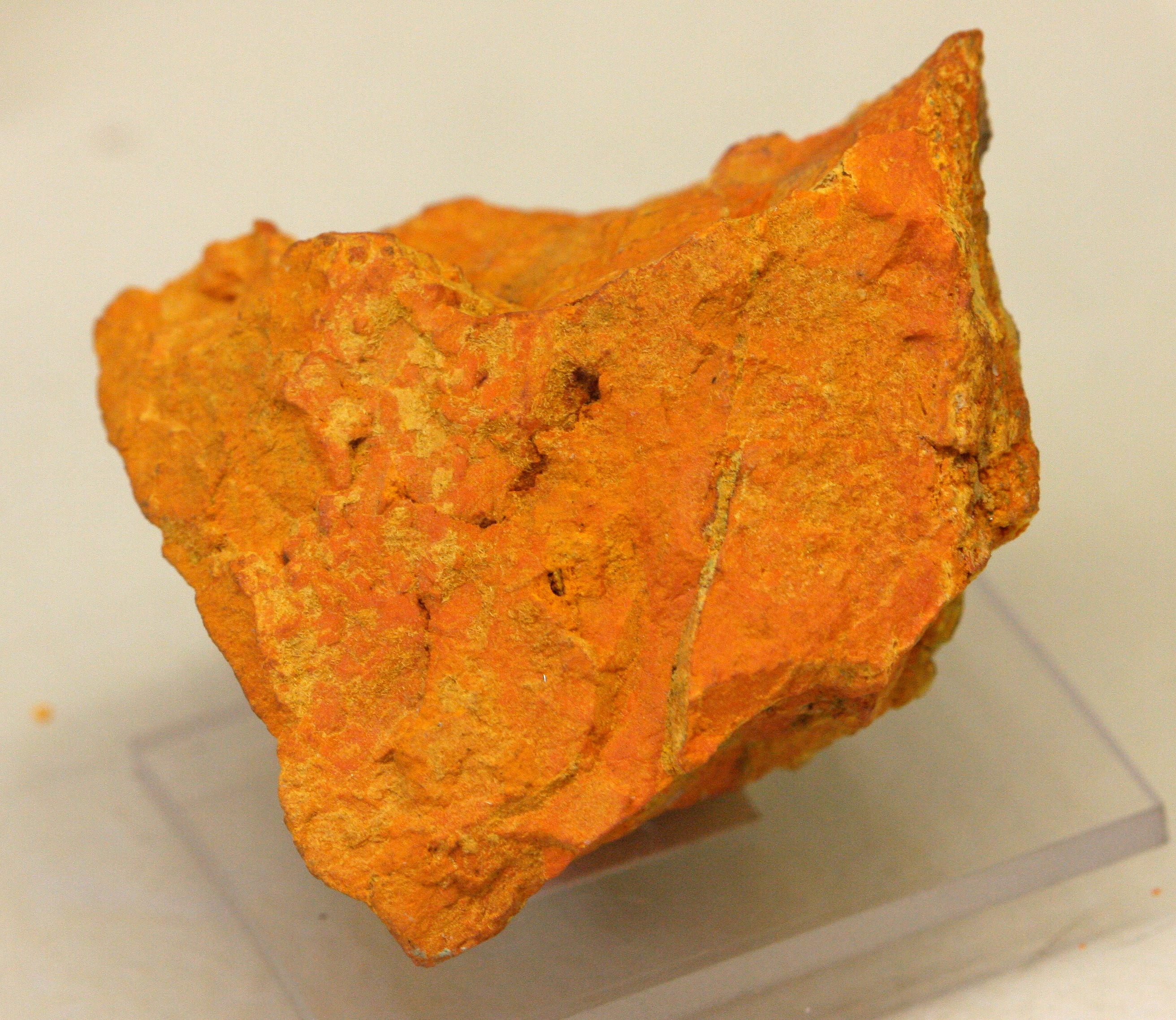
en, um mineral de óxido de chumbo e urânio

Antes de cerca de 2,45 Ga, havia muito pouco oxigênio na atmosfera. A vida pode ter desempenhado um papel na precipitação de camadas maciças de carbonato próximas às margens continentais e na deposição de formações de ferro bandado, mas não há evidências inequívocas do efeito da vida sobre os minerais.

#### Estágio 7: Grande Evento de Oxigenação
A partir de cerca de 2,45 Ga e continuando até cerca de 2,0 ou 1,9 Ga, houve um aumento dramático no teor de oxigênio na atmosfera inferior, continentes e oceanos, chamado de Grande Evento de Oxigenação (GOE). Antes do GOE, elementos que podem estar em múltiplos estados de oxidação estavam restritos ao estado mais baixo, limitando a variedade de minerais que poderiam formar. Em sedimentos mais antigos, os minerais siderita (FeCO3), uraninita (UO2) e pirita (FeS2) são comumente encontrados. Esses minerais oxidam rapidamente quando expostos a uma atmosfera com oxigênio, mas isso não ocorreu mesmo após intemperismo e transporte extensivos.
Quando a concentração de moléculas de oxigênio na atmosfera atingiu 1% do nível atual, as reações químicas durante o intemperismo passaram a ser semelhantes às atuais. Siderita e pirita foram substituídas por óxidos de ferro como magnetita e hematita; íons Fe2+ dissolvidos, que haviam sido transportados para o mar, agora eram depositados em extensas formações de ferro bandado. No entanto, isso não resultou em novos minerais de ferro, apenas em uma mudança em sua abundância. Por outro lado, a oxidação da uraninita resultou em mais de 200 novas espécies de minerais de uranila, como sodita e weeksita, além de complexos minerais como gumita.
Outros elementos com múltiplos estados de oxidação incluem cobre (presente em 321 óxidos e silicatos), boro, vanádio, magnésio, selênio, telúrio, arsênio, antimônio, bismuto, prata e mercúrio. No total, cerca de 2.500 novos minerais se formaram.

#### Estágio 8: Oceano intermediário
Os próximos aproximadamente um bilhão de anos (1,85–0,85 Ga) são frequentemente chamados de "Bilhão Entediante" porque pouco parecia acontecer. A camada mais oxidada da água do oceano perto da superfície se aprofundou lentamente às custas das profundezas anóxicas, mas não parece ter havido nenhuma mudança drástica no clima, na biologia ou na mineralogia. No entanto, parte dessa percepção pode ser devido à má preservação de rochas desse período. Muitas das reservas mais valiosas de chumbo, zinco e prata do mundo, bem como ricas fontes de minerais de berílio, boro e urânio, são encontradas em rochas desse período.(p181) Este intervalo também viu a formação do supercontinente Columbia, sua fragmentação e a formação de Rodínia.(p195) Em alguns estudos quantitativos de minerais de berílio, boro e mercúrio, não há novos minerais durante o Grande Evento de Oxigenação, mas há um pulso de inovação durante a formação de Columbia. As razões para isso não estão claras, embora possam estar relacionadas à liberação de fluidos mineralizantes durante a orogenia.(p202–204)

#### Estágio 9: Terra Bola de Neve
Entre 1,0 e 0,542 Ga, a Terra experimentou pelo menos dois eventos de "Terra Bola de Neve", nos quais grande parte (possivelmente toda) da superfície foi coberta por gelo (tornando-o o mineral dominante da superfície). Associados ao gelo estavam capas de carbonatos, camadas espessas de calcário ou dolomita que ocorrem na camada mais alta das sequências sedimentares, com leques de aragonita. Argilominerais também foram produzidos em abundância, e vulcões conseguiram atravessar o gelo e aumentar o estoque de minerais.

#### Estágio 10: Era Fanerozoica e biomineralização

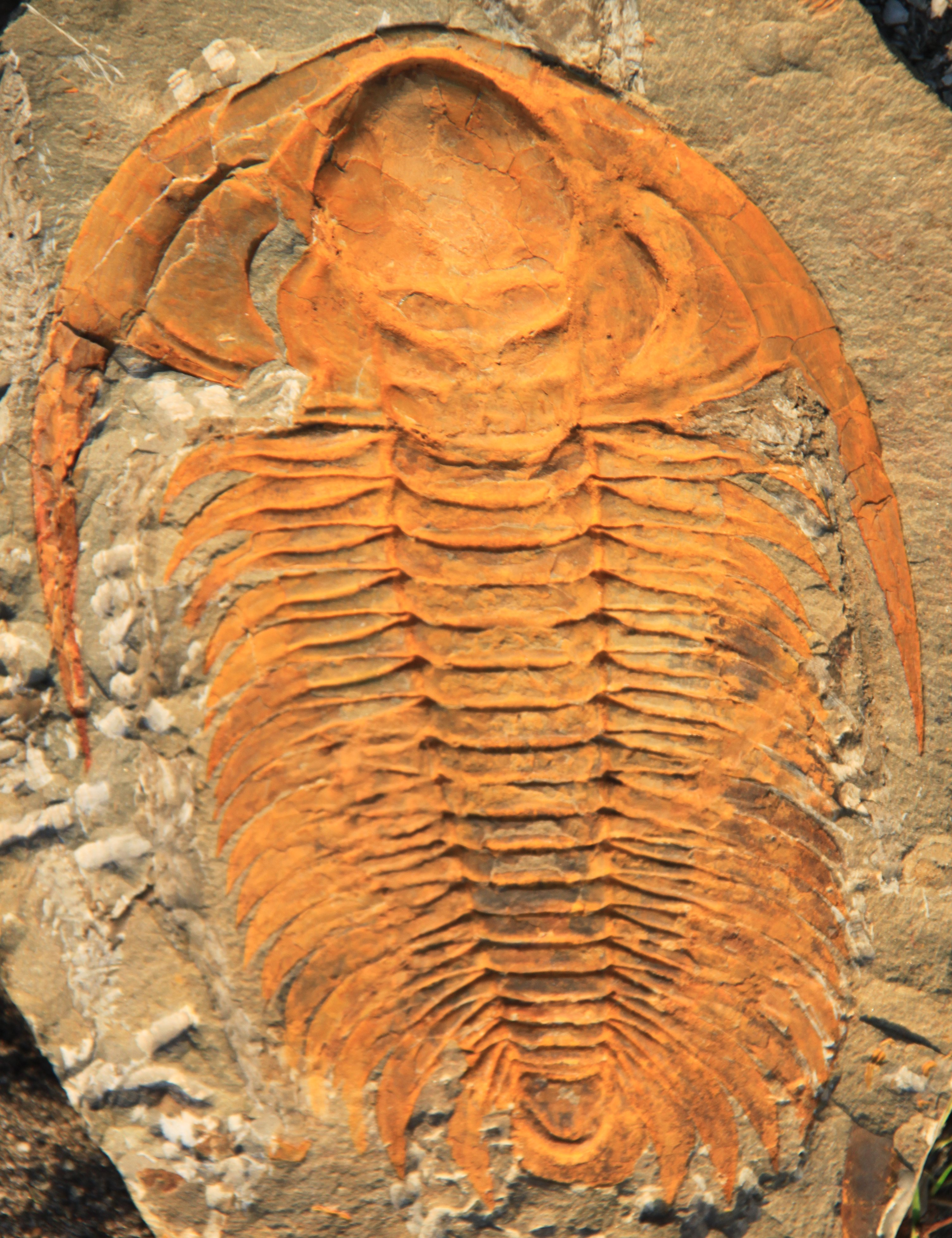
Fóssil de trilobita do Cambriano tardio

O último estágio coincide com a Era Fanerozoica, na qual a biomineralização (criação de minerais por organismos vivos) tornou-se generalizada. Embora alguns biominerais possam ser encontrados em registros anteriores, foi durante a explosão cambriana que a maioria das formas esqueléticas conhecidas se desenvolveu, e os principais minerais esqueléticos (calcita, aragonita, apatita e opala). A maioria desses são carbonatos, mas alguns são fosfatos ou calcita. No total, mais de 64 fases minerais foram identificadas em organismos vivos, incluindo sulfetos metálicos, óxidos, hidróxidos e silicatos; mais de duas dúzias foram encontrados no corpo humano.
Antes do Fanerozoico, o solo era em sua maior parte rocha estéril, mas as plantas começaram a colonizá-lo no período Siluriano. Isso levou a um aumento de uma ordem de magnitude na produção de argilominerais. Nos oceanos, o plâncton transportou carbonato de cálcio das águas rasas para o oceano profundo, inibindo a produção de capa de carbonatos e tornando eventos futuros de Terra Bola de Neve menos prováveis. Micro-organismos também se envolveram nos ciclos geoquímicos [en] da maioria dos elementos, transformando-os em ciclos biogeoquímicos. As novidades mineralógicas incluíram minerais orgânicos [en] encontrados em remanescentes ricos em carbono, como carvão e folhelho.

### Antropoceno

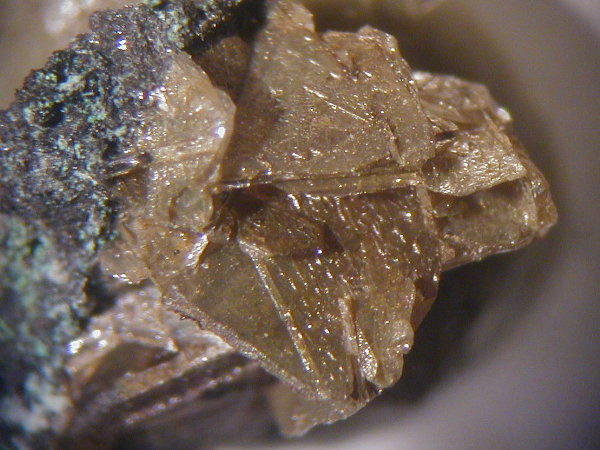
O mineral abhurita se forma quando artefatos de estanho são corroídos pela água do mar e é encontrado próximo a alguns naufrágios.

Estritamente falando, minerais puramente biogênicos não são reconhecidos pela Associação Internacional de Mineralogia (IMA) a menos que processos geológicos também estejam envolvidos. Produtos puramente biológicos, como conchas de organismos marinhos, não são aceitos. Compostos antropogênicos também são explicitamente excluídos. No entanto, os humanos tiveram um impacto tão significativo na superfície do planeta que os geólogos estão considerando a introdução de uma nova época geológica, o Antropoceno, para refletir essas mudanças.
Em 2015, Zalasiewicz e coautores propuseram que a definição de minerais fosse ampliada para incluir minerais humanos e que sua produção constitui um 11º estágio de evolução mineral. Posteriormente, Hazen e coautores catalogaram 208 minerais oficialmente reconhecidos pela IMA, mas que são primária ou exclusivamente o resultado de atividades humanas. A maioria desses se formou em associação com a mineração. Além disso, alguns foram criados quando artefatos metálicos afundaram e interagiram com o fundo do mar. Alguns deles provavelmente não seriam reconhecidos oficialmente hoje, mas tiveram permissão para permanecer no catálogo; isso inclui dois que podem ter sido uma fraude (carbeto de nióbio e tantalcarbeto).
Hazen e coautores identificaram três maneiras pelas quais os humanos tiveram um grande impacto na distribuição e diversidade de minerais. A primeira é por meio da fabricação. Uma longa lista de cristais sintéticos possuem equivalentes minerais, incluindo gemas sintéticas, cerâmicas, tijolos, cimento e baterias. Muitos outros não têm equivalente mineral; mais de 180.000 compostos cristalinos inorgânicos estão listados no Inorganic Crystal Structure Database, que contém informações sobre as estruturas de cristais inorgânicos publicadas desde 1913. Para mineração ou construção de infraestrutura, os humanos redistribuíram rochas, sedimentos e minerais em uma escala comparável à da glaciação, e minerais valiosos foram redistribuídos e justapostos de maneiras que não ocorreriam naturalmente.

## Origem da vida
Mais de dois terços das espécies minerais devem sua existência à vida, mas a vida também pode dever sua existência aos minerais. Eles podem ter sido necessários como moldes para reunir moléculas orgânicas, como catalisadores para reações químicas e como metabólitos. Duas teorias proeminentes para a origem da vida envolvem argilas e sulfetos de metais de transição. Outra teoria sugere que minerais de borato de cálcio, como colemanita e borato, e possivelmente também molibdato, podem ter sido necessários para a formação do primeiro ácido ribonucleico (RNA). Outras teorias requerem minerais menos comuns, como mackinawita ou greigita. Um catálogo dos minerais formados durante o éon Hadeano inclui argilominerais e sulfetos de ferro e níquel, incluindo mackinawita e greigita; mas boratos e molibdatos eram improváveis.
Os minerais também podem ter sido necessários para a sobrevivência da vida primitiva. Por exemplo, o quartzo é mais transparente do que outros minerais em arenitos. Antes que a vida desenvolvesse pigmentos para protegê-la dos raios ultravioleta danosos, uma fina camada de quartzo poderia protegê-la enquanto permitia a passagem de luz suficiente para a fotossíntese. Minerais fosfatados também podem ter sido importantes para a vida primitiva. O fósforo é um dos elementos essenciais em moléculas como adenosina trifosfato (ATP) (um transportador de energia encontrado em todas as células vivas), RNA e DNA, e membranas celulares. A maior parte do fósforo da Terra está no núcleo e no manto. O mecanismo mais provável para torná-lo disponível para a vida seria a criação de fosfatos como apatita por meio de fracionamento, seguido por intemperismo para liberar o fósforo. Isso pode ter requerido a movimentação de placas tectônicas.

## Pesquisas futuras

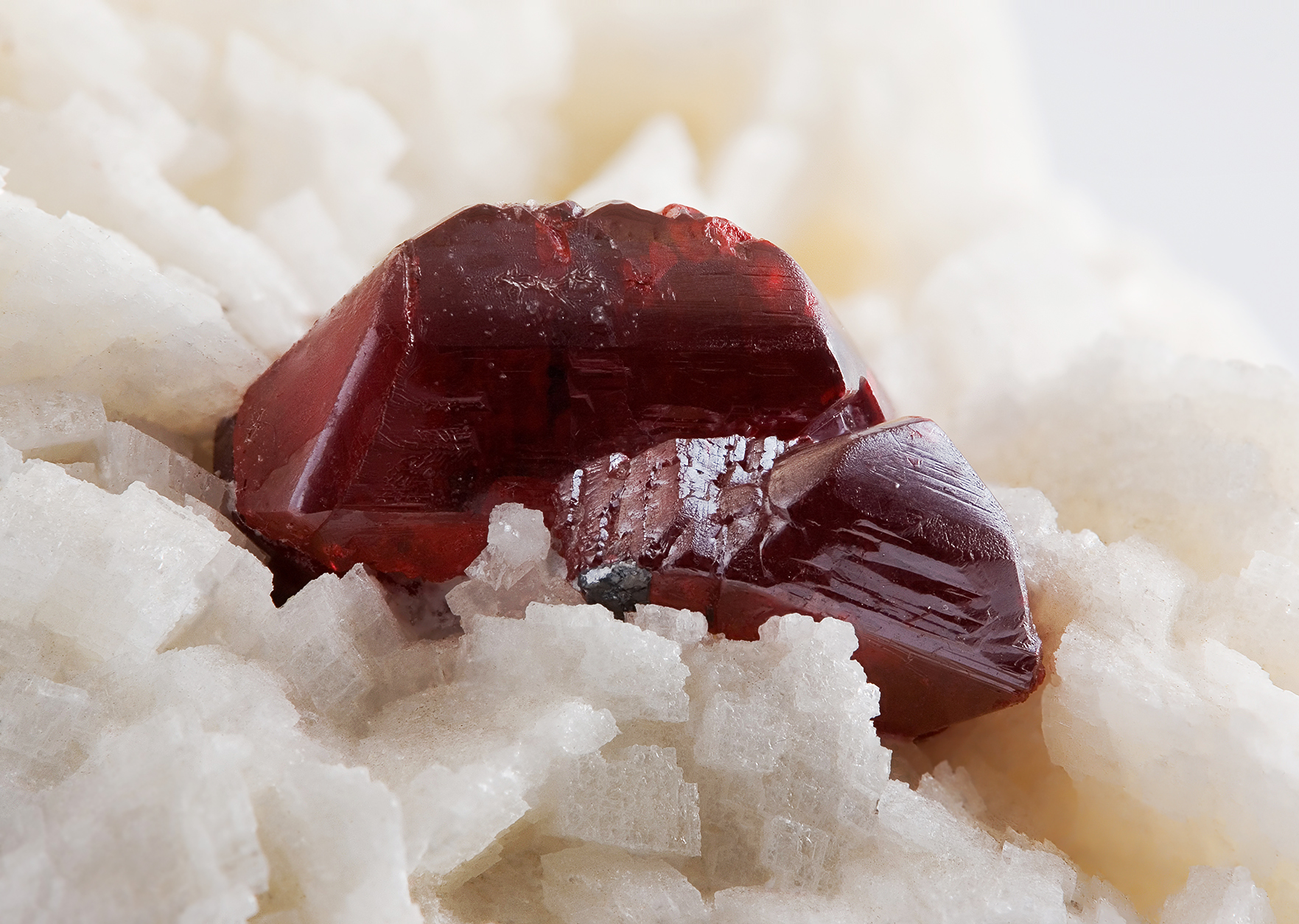
Cinábrio (vermelho) em dolomita

Desde o artigo original sobre evolução mineral, vários estudos analisaram minerais de elementos específicos, incluindo urânio, tório, mercúrio, carbono, berílio e argilominerais. Esses estudos revelam informações sobre diferentes processos; por exemplo, urânio e tório são produtores de calor, enquanto urânio e carbono indicam o estado de oxidação. Os registros revelam explosões episódicas de novos minerais, como aqueles durante o Bilhão Entediante, além de longos períodos sem o aparecimento de novos minerais. Por exemplo, após um aumento na diversidade durante a formação de Columbia, não houve novos minerais de mercúrio entre 1,8 Ga e 600 milhões de anos atrás. Esse hiato notavelmente longo é atribuído a um oceano rico em sulfetos, o que levou à rápida deposição do mineral cinábrio.(p204)
A maioria dos estudos sobre evolução mineral analisou a primeira aparição de minerais, mas também é possível examinar a distribuição etária de um dado mineral. Milhões de cristais de zirconita foram datados, e as distribuições etárias são quase independentes de onde os cristais são encontrados (por exemplo, rochas ígneas, sedimentares, metassedimentares ou areias fluviais modernas). Elas apresentam altos e baixos que estão ligados ao ciclo dos supercontinentes, embora não esteja claro se isso se deve a mudanças na atividade de subducção ou à preservação.
Outros estudos examinaram variações temporais nas propriedades dos minerais, como proporções isotópicas, composições químicas e abundâncias relativas de minerais, embora não sob o conceito de "evolução mineral".

## História
Durante a maior parte de sua história, a mineralogia não possuía um componente histórico. Ela se preocupava em classificar minerais de acordo com suas propriedades químicas e físicas (como fórmula química e estrutura cristalina) e definir condições para a estabilidade de um mineral ou grupo de minerais. No entanto, houve exceções em que publicações analisaram a distribuição etária de minerais ou minérios. Em 1960, Russell Gordon Gastil encontrou ciclos na distribuição de datas minerais. Charles Meyer, observando que os minérios de alguns elementos estão distribuídos por um período de tempo mais amplo do que outros, atribuiu a diferença aos efeitos da tectônica e da biomassa na química da superfície, particularmente oxigênio livre e carbono. Em 1979, A. G. Zhabin introduziu o conceito de estágios de evolução mineral na revista russa Doklady Akademii Nauk e, em 1982, N. P. Yushkin observou o aumento da complexidade dos minerais ao longo do tempo perto da superfície da Terra. Então, em 2008, Hazen e colegas introduziram uma visão muito mais ampla e detalhada da evolução mineral. Isso foi seguido por uma série de explorações quantitativas da evolução de vários grupos minerais. Essas levaram, em 2015, ao conceito de ecologia mineral, o estudo das distribuições de minerais no espaço e no tempo.
Em abril de 2017, o Museu de História Natural de Viena abriu uma nova exposição permanente sobre evolução mineral.

## Leitura complementar
- Anbar, A. D. (2012). «A Coevolutionary Tale». Science. 337 (6102). 1606 páginas. Bibcode:2012Sci...337.1606A. doi:10.1126/science.1224957
- Berardelli, Phil (2008). «Earth's Minerals Evolved, Too». Science. AAAS. Consultado em 26 de maio de 2025
- James Cleaves II, H.; Michalkova Scott, Andrea; Hill, Frances C.; Leszczynski, Jerzy; Sahai, Nita; Hazen, Robert (2012). «Mineral–organic interfacial processes: potential roles in the origins of life». Chemical Society Reviews. 41 (16): 5502–5525. PMID 22743683. doi:10.1039/c2cs35112a
- Deep Carbon Observatory. «New Exhibit Opens in Vienna, Showcases Mineral Evolution on Earth». Consultado em 26 de maio de 2025. Arquivado do original em 13 de outubro de 2018
- Gillen, Paul (2016). «Notes on Mineral Evolution: Life, Sentience, and the Anthropocene». Environmental Humanities. 8 (2): 215–234. doi:10.1215/22011919-3664324
- Hamilton, Doug (2016). «Life's rocky start». Nova. Temporada 43. Episódio 3. PBS. Consultado em 26 de maio de 2025
- Mann, Adam (2017). «What Mineral Evolution Tells Us About Life On Earth – And Beyond». Medium. Consultado em 26 de maio de 2025
- Saey, Tina Hesman (2015). «Mineralogy's link to ecology makes an Earth twin unlikely». Science News. Consultado em 26 de maio de 2025. Arquivado do original em 26 de agosto de 2018
- Vasconcelos, C.; McKenzie, J. A. (2009). «The Descent of Minerals». Science. 323 (5911): 218–219. PMID 19131619. doi:10.1126/science.1168807
- «How rocks evolve». The Economist. 2008. Consultado em 26 de maio de 2025